# Хабаров, Александр Григорьевич
Хабаров Александр Григорьевич (24 ноября 1922 — 17 марта 2010) — советский военнослужащий, участник Великой Отечественной войны, Герой Советского Союза.

## Биография
Родился 24 ноября 1922 года в деревне Иванцево, ныне Грязовецкого района Вологодской области, в семье крестьянина Хабарова Григория Михайловича (1897—1944) и Хабаровой Марфы Арсеньевны (1902—1987). Окончил семь классов. Работал сапожником.
В Красную армию призван в 1941 году. На фронте с января 1942 года. Воевал на Карельском, Западном фронтах. Как хороший лыжник, был зачислен в специальную лыжную команду. Командование присвоило ему звание сержанта.
Был участником битвы под Москвой. С сентября 1942 года служил в 971-м стрелковом полку 273-й стрелковой дивизии. Участвовал в Сталинградской битве. Был тяжело ранен, лечился в госпитале.
В 1943 году окончил 3-месячные курсы младших лейтенантов.
В составе 30-й мотострелковой бригады 12-го танкового корпуса 3-й танковой армии воевал на Курской дуге (около села Олешня и станции Золотарёво).
В ночь на 24 сентября 1943 года участвовал в форсировании Днепра. Подразделение под командованием Хабарова Александра Григорьевича первым переправилось на правый берег Днепра в районе села Григоровка Каневского района Черкасской области, где удерживало плацдарм до подхода основных сил.
В сентябре 1943 года его отделение смогло, скрытно подойдя к окопам противника взять двух «языков» и уничтожить трёх солдат противника.
29 сентября 1943 года его подразделение проводило разведку обороны противника. На обратном пути попало засаду. В результате боя 15 фашистов было уничтожено, а 2 попало в плен.
С 23 сентября по 1 октября 1943 года уничтожил 35 солдат противника.
Представлен к награждению званием Героя Советского Союза за мужество и героизм при форсировании Днепра. Указом Президиума Верховного Совета СССР «О присвоении звания Героя Советского Союза генералам, офицерскому, сержантскому и рядовому составу Красной Армии» от 10 января 1944 года за «образцовое выполнение боевых заданий командования на фронте борьбы с немецко-фашистскими захватчиками и проявленные при этом отвагу и геройство» был удостоен звания Героя Советского Союза с вручением ордена Ленина и медали «Золотая Звезда». 
После войны Александра Григорьевич продолжил военное образование:
в 1945 году окончил Ульяновское танковое училище;
в 1948 году — Высшую офицерскую техническую школу.
До ноября 1957 года служил в танковых частях. В группе советских войск в Германии был начальником автотракторной службы. До 1973 года служил в Приволжском военном округе.
В 1973 году вышел в запас в звании полковника. Жил в городе Хмельницкий. Скончался 17 марта 2010 года в звании генерал-майор в отставке.

## Награды
- Герой Советского Союза с вручением Ордена Ленина и медали Золотая Звезда № 2132 (10 января 1944 года);
- Украинский орден Богдана Хмельницкого III степени (5.05.1999)[3];
- орден Отечественной войны 1-й степени;
- два ордена Красной Звезды;
- орден Славы 3-й степени;
- медали.